# Коммуна (Кировская область)
Коммуна — деревня в составе Мурашинского района Кировской области. 

## География
Находится у южной границы районного центра города Мураши.

## История
Известна с 1939 года, в 1989 году учтено 242 жителя . До 2021 года входила в Мурашинское городское поселение Мурашинского района, ныне непосредственно в составе Мурашинского района.

## Население
Постоянное население  составляло 205 человека (русские 94%) в 2002 году, 190 в 2010.